# Sapolio

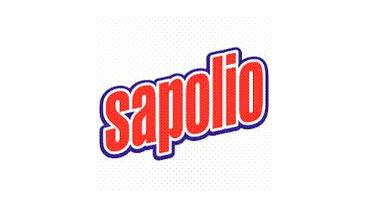
Logo da marca.

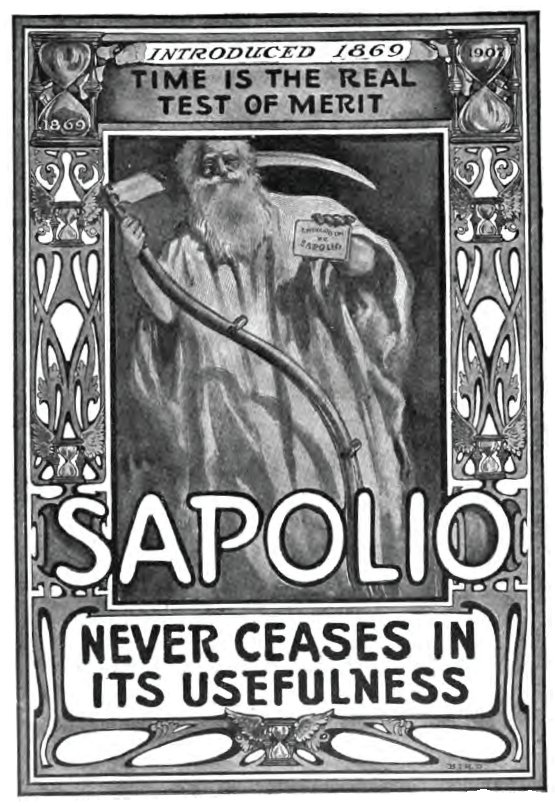
Publicidade de 1907 do sabão Sapolio.

Sapolio foi uma marca de sabão criada em 1868 pela empresa estadunidense Enoch Morgan's Sons Co.. A principal característica do Sapolio Soap (o nome ficou conhecido nos Estados Unidos) foi o marketing que esta marca utilizava, refletida na importante produção de anúncios em jornais e revistas, como The New York Grocer e Cosmopolitan, onde aparecia o slogan característico da marca: "Use Sapolio", ainda presente no inconsciente coletivo dos Estados Unidos.
O produto ficou famoso por ser muito utilizado no tratamento contra piolhos na decada de 90, o que não é recomendado por ter muitos componentes químicos, porém é eficaz assim como também para o crescimento de barba, e cabelo, já que abre os poros da pele, facilitando o crescer dos pêlos..
A revista Time descreveu Sapolio como "provavelmente o produto mais anunciado do mundo" em seu auge.